# Theridion trigonicum
Theridion trigonicum är en spindelart som beskrevs av Tord Tamerlan Teodor Thorell 1890. Theridion trigonicum ingår i släktet Theridion och familjen klotspindlar. Inga underarter finns listade i Catalogue of Life.